# Markus Pössel
Markus Pössel  (* 1972) ist ein deutscher Physiker (Gravitation, Kosmologie), Astronom und Wissenschaftsjournalist.
Markus Pössel, der auf dem Gymnasium den Astrophysiker Olaf Störmer als Lehrer hatte, studierte ab 1992 Astronomie an der Universität Hamburg mit der Promotion 2003 über Quantengravitation (Hidden symmetries in five-dimensional supergravity). Die Dissertation fertigte er am Max-Planck-Institut für Gravitationsphysik in Potsdam an, an dem er seit 1997 war. Dort war er auch in der Öffentlichkeitsarbeit tätig (Vorbereitung des Einstein-Jahres). Bei der Einstein-Ausstellung in Berlin 2005 war er Ko-Kurator der Abteilung Weltbilder der modernen Physik.  2007 war er ein Jahr Senior Science Advisor beim World Science Festival in New York City. Seit 2009 leitet er das Haus der Astronomie und seit 2010 die Öffentlichkeitsarbeit am Max-Planck-Institut für Astronomie in Heidelberg. Er lehrt auch an der Universität Heidelberg.
Er entwickelte unter anderem das populärwissenschaftliche Webportal Einstein online zur speziellen und allgemeinen Relativitätstheorie. Er schrieb unter anderem für Spektrum der Wissenschaft, dem Webportal Wissenschaft in die Schulen und Sterne und Weltraum.
Er war mit Jürgen Ehlers Ko-Autor der Ergänzungen zu der Neuausgabe von Max Borns klassischem Buch Die Relativitätstheorie Einsteins (Springer 2001, 2003). In der Teilübersetzung von Road to reality von Roger Penrose verfasste er die Brückenkapitel. und er beriet bei der deutschen Übersetzung von Stephen Hawkings Das Universum in einer Nussschale.
2007 erhielt er den Hanno und Ruth Roelin-Preis für Wissenschaftspublizistik.

## Bücher
- Phantastische Wissenschaft : über Erich von Däniken und Johannes von Buttlar, Rowohlt 2000
- Das Einstein-Fenster. Eine Reise in die Raumzeit, Hoffmann & Campe 2005